# Zwiefalten
Zwiefalten è un comune tedesco di 2 144 abitanti, situato nello stato federato del Baden-Württemberg.